# Igreja Reformada Presbiteriana do Equador
A Igreja Reformada Presbiteriana do Equador (IRPE) - em espanhol Iglesia Reformada Presbiteriana del Equador - é uma denominação protestante reformada, fundada no Equador em 1991, por missionários da Igreja Presbiteriana na América.

## História
Em 1991, missionários da Igreja Presbiteriana na América começaram a plantar igrejas em Quito. A partir disso, surgiram diversas igrejas, que juntas constituíram a Igreja Presbiteriana do Equador (IRPE), em 1995.
Todavia, em 2019, a denominação era formada por 3 igrejas em Quito e 1 congregação na região amazônica, depois que algumas igrejas se separaram.

## Doutrina
A denominação subscreve a Confissão de Fé de Westminster, Catecismo Maior de Westminster e Breve Catecismo de Westminster.